# Segunda línea

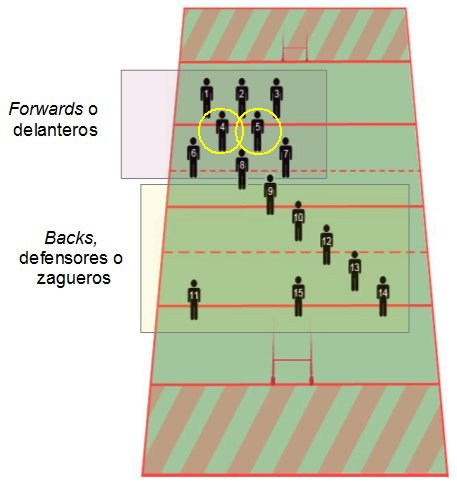
Los segunda líneas son delanteros o forwards que se ubican en la segunda línea del scrum, habitualmente con los números 4 y 5.

Segunda línea es la denominación que recibe una posición en un equipo de rugby union (15 jugadores). Cada equipo tiene dos segundas líneas, que integran el grupo de delanteros o forwards. Se ubican en la segunda línea del scrum o melé, de donde toman el nombre. Habitualmente son los jugadores que llevan los números 4 y 5. En inglés se denomina lock y en francés se denomina  deuxième ligne.

## Características
En un equipo de rugby hay dos posiciones denominadas segundas líneas. Las segundas líneas se colocan tras la primera línea (hooker y pilares) en el scrum. Habitualmente son quienes portan los dorsales 4 y 5.
Suelen ser los jugadores más altos del equipo. En las formaciones de scrum o melé, son los encargados de fijar la posición y realizar el empuje principal. En las formaciones de touch pueden ocupar posiciones de saltador o levantar a estos. Tras el octavo, son los jugadores que deben comenzar la acción defensiva. En jugadas de ataque, pueden participar en fases cortas con la delantera o en fases más largas de juego a la mano, incorporándose a la línea de tres cuartos.

### Segundas líneas famosos
- John Eales  Australia
- Martin Johnson  Inglaterra
- Colin Meads  Nueva Zelanda
- Fabien Pelous  Francia
- Malcolm O'Kelly  Irlanda
- Frik du Preez  Sudáfrica
- Marco Bortolami  Italia
- Victor Matfield  Sudáfrica
- Bill Beaumont  Inglaterra
- Bakkies Botha  Sudáfrica
- Patricio Albacete  Argentina
- Paul O'Connell  Irlanda
- Brodie Retallick  Nueva Zelanda
- Sam Whitelock  Nueva Zelanda
- Maro Itoje  Inglaterra
- Eben Etzebeth  Sudáfrica
- Tomás Lavanini  Argentina
- Will Skelton  Australia